# الرسلبن
الرسلبن (به آلمانی: Ellersleben) یک شهر در آلمان است که در زومردا واقع شده‌است. الرسلبن ۲۹۸ نفر جمعیت دارد.